# Liste des îles du Dodécanèse
Pour un article plus général, voir Dodécanèse.
Les douze principales îles ayant donné son nom au Dodécanèse sont :
- Astypalée
- Kalymnos
- Karpathos
- Kassos
- Kastellórizo
- Kos
- Leros
- Nísyros
- Patmos
- Rhodes
- Symi
- Tilos

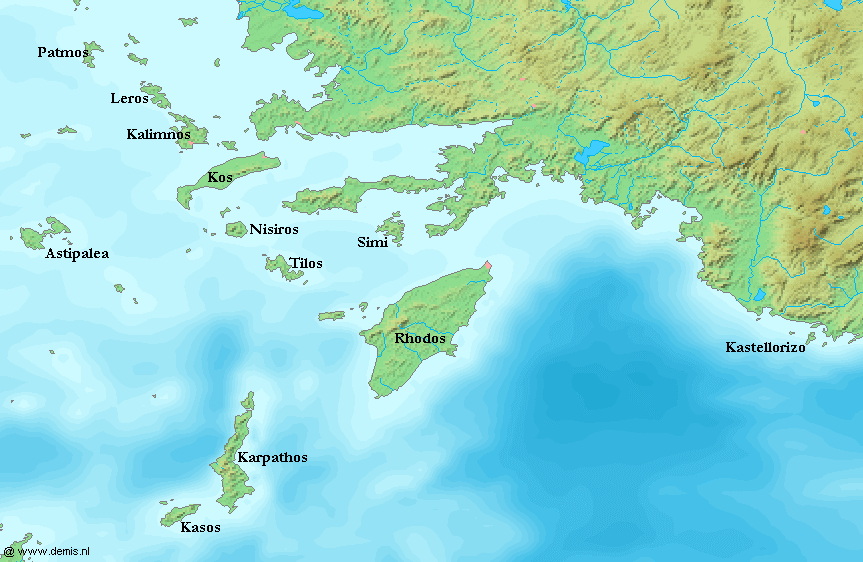
Carte du Dodécanèse.

Le Dodécanèse est constitué au total de 164 îles et îlots distincts dont 26 sont habités. Parmi les îles les plus importantes se trouvent :
- Adelfoi
- Agathonisi
- Agioi Theodoroi Halkis
- Argeloússa
- Alimniá
- Anydros Patmou
- Arefoussa
- Archángelos
- Arki
- Armathia
- Astakída
- Astypalée
- Chálki
- Faradonesia
- Farmakonisi
- Fokioníssia
- Fragos
- Gaidourosnissi Tilou
- Glaros Kinarou
- Gyali
- Halavra
- Hiliomodi Patmou
- Hondro
- Htenies
- Imia
- Kalavros Kalymnou
- Kalólimnos
- Kalóvolos
- Kalymnos
- Kamilonisi
- Kandelioússa
- Karavolas Rodhou
- Karpathos
- Kassos
- Kastelórizo
- Kinaros
- Kos
- Koubelonisi
- Kouloundros
- Kouloura Leipson
- Kounoupoi
- Koutsomytis
- Lipsi
- Leros
- Lévitha
- Makronisi Leipson
- Makronissi Kasou
- Makry Aspronisi Leipson
- Makry Halkis
- Marmaras
- Mavra Levithas
- Megalo Aspronisi Leipson
- Megalo Glaronisi
- Megalo Sofrano
- Mesonisi Seirinas
- Mikro Glaronisi
- Mikro Sofrano
- Necrotiki
- Nera
- Nimos
- Nissiros
- Paheia Nisyrou
- Patmos
- Pergoussa
- Piganoússa
- Pitta
- Plati Kasou
- Pláti Psérimou
- Plati Symis
- Pondikoússa
- Prasonisi
- Prasouda
- Pserimos
- Rho
- Rhodes
- Safonidi
- Saria
- Seirina
- Sesklio
- Stroggyli Kastellorizou
- Strongyli
- Strogulli Kritinias
- Strogyli Kasou
- Symi
- Syrna
- Telendos
- Tilos
- Tragonisi
- Zafora